# Святошин (аэродром)
Аэродром Святошин (укр. Аеродром Святошин), ранее известный как Святошино — служебный аэродром в Киеве, Украина, расположенный в 11 км к северо-западу от центра города. Является частью концерна «Антонов». Название происходит от района города, где он находится.
Аэродром Святошин время от времени служит площадкой для проведения различных авиационных мероприятий, в том числе, фестивалей. В другое время аэродром является режимным объектом и для посещения закрыт.
В компании «Антонов» используется также как испытательный центр для самолётов «АН» и является базовым для бортов дочерней компании Antonov Airlines.